# Sotto l'ala della morte
Sotto l'ala della morte è un film muto italiano del 1915 diretto da Ivo Illuminati.